# Danh sách đội tuyển quốc gia tham dự FIFA U-17 World Cup
Bài viết này liệt kê về thành tích của các đội tuyển quốc gia từng tham dự vòng chung kết Giải vô địch bóng đá U-17 thế giới.

## Lần tham dự đầu tiên của các đội
| Năm  | Các đội lần đầu tham dự |
| ---- | --- |
| 1985 | Argentina Úc Bolivia Brasil Trung Quốc Cộng hòa Congo Costa Rica Guinée Hungary Ý México Nigeria Qatar Ả Rập Xê Út Hoa Kỳ Tây Đức |
| 1987 | Canada Bờ Biển Ngà Ecuador Ai Cập Pháp Hàn Quốc Liên Xô ·                                                                         |
| 1989 | Bahrain Colombia Cuba Đông Đức Ghana Bồ Đào Nha Scotland                                                                          |
| 1991 | Tây Ban Nha Sudan UAE Uruguay |
| 1993 | Chile Tiệp Khắc Nhật Bản Ba Lan Tunisia                                                                                           |
| 1995 | Oman |
| 1997 | Áo Mali New Zealand Thái Lan |
| 1999 | Burkina Faso Jamaica Paraguay |
| 2001 | Croatia Iran Trinidad và Tobago                                                                                                   |
| 2003 | Cameroon Phần Lan Sierra Leone Yemen                                                                                              |
| 2005 | Gambia CHDCND Triều Tiên Hà Lan Perú Thổ Nhĩ Kỳ                                                                                   |
| 2007 | Bỉ Anh Haiti Honduras Syria Tajikistan Togo                                                                                       |
| 2009 | Algérie Malawi Thụy Sĩ |
| 2011 | Cộng hòa Séc Đan Mạch Panama Rwanda Uzbekistan                                                                                    |
| 2013 | Iraq Maroc Venezuela, Thụy Điển                                                                                                   |
| 2015 | Nam Phi |
| 2017 | Ấn Độ, Nouvelle-Calédonie, Niger                                                                                                  |
| 2019 | Quần đảo Solomon |

### Bảng xếp hạng thành tích
| Đội tuyển    | Vô địch                          | Á quân                    | Hạng 3               | Hạng 4         |
| ------------ | -------------------------------- | ------------------------- | -------------------- | -------------- |
| Nigeria      | 5 (1985, 1993, 2007, 2013, 2015) | 3 (1987, 2001, 2009)      |                      |                |
| Brasil       | 3 (1997, 1999, 2003)             | 2 (1995, 2005)            | 2 (1985,2017)        | 1 (2011)       |
| Ghana        | 2 (1991, 1995)                   | 2 (1993, 1997)            | 1 (1999)             | 1 (2007)       |
| México       | 2 (2005, 2011)                   | 1 (2013)                  |                      | 1 (2015)       |
| Liên Xô      | 1 (1987)                         |                           |                      |                |
| Ả Rập Xê Út  | 1 (1989)                         |                           |                      |                |
| Pháp         | 1 (2001)                         |                           |                      |                |
| Thụy Sĩ      | 1 (2009)                         |                           |                      |                |
| Anh          | 1 (2017)                         |                           |                      |                |
| Tây Ban Nha  |                                  | 4 (1991, 2003, 2007,2017) | 2 (1997, 2009)       |                |
| Đức          |                                  | 1 (1985)                  | 2 (2007, 2011)       | 1 (1997)       |
| Scotland     |                                  | 1 (1989)                  |                      |                |
| Úc           |                                  | 1 (1999)                  |                      |                |
| Uruguay      |                                  | 1 (2011)                  |                      |                |
| Mali         |                                  | 1 (2015)                  |                      | 1 (2017)       |
| Argentina    |                                  |                           | 3 (1991, 1995, 2003) | 2 (2001, 2013) |
| Bờ Biển Ngà  |                                  |                           | 1 (1987)             |                |
| Bồ Đào Nha   |                                  |                           | 1 (1989)             |                |
| Chile        |                                  |                           | 1 (1993)             |                |
| Burkina Faso |                                  |                           | 1 (2001)             |                |
| Hà Lan       |                                  |                           | 1 (2005)             |                |
| Thụy Điển    |                                  |                           | 1 (2013)             |                |
| Bỉ           |                                  |                           | 1 (2015)             |                |
| Colombia     |                                  |                           |                      | 2 (2003, 2009) |
| Guinée       |                                  |                           |                      | 1 (1985)       |
| Ý            |                                  |                           |                      | 1 (1987)       |
| Bahrain      |                                  |                           |                      | 1 (1989)       |
| Qatar        |                                  |                           |                      | 1 (1991)       |
| Ba Lan       |                                  |                           |                      | 1 (1993)       |
| Oman         |                                  |                           |                      | 1 (1995)       |
| Hoa Kỳ       |                                  |                           |                      | 1 (1999)       |
| Thổ Nhĩ Kỳ   |                                  |                           |                      | 1 (2005)       |

## Kết quả của các đội chủ nhà
| Năm  | đội chủ nhà        | Kết quả   |
| ---- | ------------------ | --------- |
| 1985 | Trung Quốc         | Tứ kết    |
| 1987 | Canada             | Vòng 1    |
| 1989 | Scotland           | Á quân    |
| 1991 | Ý                  | Vòng 1    |
| 1993 | Nhật Bản           | Tứ kết    |
| 1995 | Ecuador            | Tứ kết    |
| 1997 | Ai Cập             | Tứ kết    |
| 1999 | New Zealand        | Vòng 1    |
| 2001 | Trinidad và Tobago | Vòng 1    |
| 2003 | Phần Lan           | Vòng 1    |
| 2005 | Perú               | Vòng 1    |
| 2007 | Hàn Quốc           | Vòng 1    |
| 2009 | Nigeria            | Chung kết |
| 2011 | México             | Vô địch   |
| 2013 | UAE                | Vòng 1    |
| 2015 | Chile              | Vòng 2    |
| 2017 | Ấn Độ              | Vòng 1    |
| 2019 | Perú               | TBD       |